# Papiniano della Rovere
Papiniano della Rovere (Vinovo, ... – Avignone, 14 agosto 1316) è stato un vescovo cattolico italiano.

## Biografia
Papiniano della Rovere nacque in seno alla nobile famiglia dei conti di Vinovo presso Torino. Divenuto prevosto in una chiesa parmense, venne nominato da papa Bonifacio VIII Cappellano di Sua Santità e uditore delle cause del palazzo apostolico, nonché Vicecancelliere di Sua Santità.
Fu eletto vescovo di Novara il 4 febbraio 1296 e convocò un sinodo diocesano il 26 aprile 1298.
Il 3 giugno 1300 fu trasferito alla cattedra episcopale di Parma.
Morì il 14 agosto 1316 ad Avignone.